# 遊☆戯☆王 ワールドチャンピオンシップ
『遊☆戯☆王 ワールドチャンピオンシップ』（ゆうぎおう ワールドチャンピオンシップ）は、コナミ（現・コナミデジタルエンタテインメント）から発売されている「遊☆戯☆王オフィシャルカードゲーム」（以下、OCG）を題材とした対戦型カードゲームシリーズの世界大会名称、およびそのゲーム名。略称は、WCS。

## 概要
遊戯王OCG事務局とコナミが主催する最大規模の大会で、世界選手権試合。日本においては国内公式大会「デュエリストキングトーナメント」の国内ランキング上位150名以内にランキングされた者同士で代表選考試合が行われる。「デュエリストキングトーナメント」は小学生までが参加できる「チャレンジクラス」、中学生までが参加できる「レギュラークラス」、年齢制限の無い「エキスパートクラス」に分かれている。
選考会に招待されたプレイヤーは東京会場か大阪会場のどちらの会場から出場するかを選択でき、各会場上位2名、計4名が世界大会に出場することができる。2012年は仙台会場の1名が増え、計5名となった。OCGが発売されている諸外国でも同様の選考を経て選出された選手が参加し、最終的に世界一を決めるトーナメント戦が行われる。2012年大会は10周年ということで、「小学生の部」が設けられた東京会場、大阪会場の優勝者1名、計2名が世界大会に出場することができる。2013年以降も「小学生の部」は継続して行われている。
2013年大会、2014年大会は従来のランキング戦のほかに、予選トーナメントが開催された。
2015年大会以降は予選トーナメントだけが行われるようになり、店舗代表決定戦、ブロック代表決定戦、日本代表決定戦を勝ち抜くことで日本代表として世界大会に出場できる。
2015年大会は当初韓国で行われる予定だったが、京都市の国立京都国際会館に変更された。
2020年大会からは小学生を対象にしていた小学生の部が廃止となり、誕生日が2006年1月1日以降を対象にした「ドラゴンデュエルの部」が登場した。
2020年大会は新型コロナウィルスの流行に伴い、国内予選一般の部ではショップ代表決定戦が2月20日から3月31日までが開催中止。その後流行が更に広まったため、決勝大会の開催中止が告知された。そのため、一般の部では「エリア代表決定戦」「日本代表ベスト16決定戦」「日本代表ファイナリスト決定戦」が中止、ドラゴンデュエルの部では「親子デュエリスト交流会」「エリア代表決定戦」「日本代表ファイナリスト決定戦」が中止となっている。既に取得していた「エリア代表決定戦」の出場権は翌年に持ち越されず失効となる。
2021年大会、2022年大会は新型コロナウィルスの影響で開催が中止され、代替イベントが開催された。
2023年大会は3年ぶりにWCSが開催されることとなり、完全開催ということになれば実に4年ぶりとなった。従来のオフィシャルカードゲームの部、デュエルリンクスの部に加え、今大会からはマスターデュエルの部が追加された。全ての部で初日に本選大会の予選が行われ、2日目に決勝トーナメントが行われる形式となっている。
2024年大会ではデュエルリンクスの部にラッシュデュエルが追加された。

## ルール
2014年大会の第3回店舗代表決定戦以降、通常のリミットレギュレーションに加えて禁止カードが追加されるようになっている。「神秘の中華なべ」「非常食」「レインボー・ライフ」「三位一択」といった、ライフポイントを大きく回復してエキストラターンでの勝利に関連して来るカードと、条件を満たしていれば強制的に引き分けにする「自爆スイッチ」が指定されている。
世界大会本戦では、世界大会用の特殊なレギュレーションが用意されており、他の国で発売されていないカードがある場合、そのカードは禁止カードとして扱われる。直近のカードの他、最初期の通常モンスターなどは出ていない国があるため、同じく禁止カードとなる。また、日本で禁止だが海外で無制限、逆に日本で無制限だが海外で禁止といったカードは一律禁止となる。同じようにどちらかのレギュレーションで制限のカードは制限といった形で、規制が厳しい方に合わせるようになっている。

## ゲーム
EX3、EX2006、WCS2007はデュエルシミュレーターとして特化しており、シナリオなどは存在しない。複雑なルール解釈、チェーンなどを自動処理するゲームならではの機能も搭載されており、通信対戦時には遊戯王OCGと比べても遜色のない対戦が楽しめるようになっている。WCS2008、2009、2011の世界大会予選は事前応募不要の自由参加制だったが、それ以外の作品は事前応募、抽選となっている。
WCS2007以降はDSに移行し、ニンテンドーWi-Fiコネクションに対応している。この機能によって、家にいながら世界中のプレイヤーとデュエルすることが可能になった。また、日替わりのカードや、半年ごとに変わる禁止・制限カードのリストをダウンロードすることができた。WCS2008以降の神のカードはこの方法でのみ入手することができた。遊☆戯☆王5D'sを題材にしたWCS2009以降はアニメの中で行われているライディング・デュエルをゲーム内で再現している。
OCGとの違いとして、収録されているカードが若干古いという点が挙げられる。ゲーム発売日から3、4ヶ月ほど前までのパックのカードが収録され、それ以後から大会が始まるまでの期間に発売したカードが未収録になるため、大会でプレイされるカードが大きく異なることも珍しくない。また、バグが存在することで現実のOCGよりも禁止カードが増えるという場合がある。
2003年から現実のOCGとゲームの両方で行われることが慣例となっていた。だが、2012年以降は大会開催可能なゲーム自体が発売されなかった為、OCGと同ルールであるコンピューターゲームでの大会は2023年のマスターデュエルの部が出来るまで10年以上行われなかった。

### デュエルリンクス
2017年から「遊戯王 デュエルリンクス」の世界大会が開催されるようになった。地域別にアプリ内で予選、最終予選が行われる。最終予選のランキング上位が本戦に進出し、開催地にて本戦が行われた。このゲームはスピードデュエル準拠であり、スキルといった要素を含めてOCGのルールとは大きく異なるゲームになっている。

#### 2017年
本戦は3つのデッキを用意し、2本先取で行われた。キャラクターとスキルは全て違うものを使う必要がある。

#### 2018年
本戦は5つのデッキを用意し、3本先取に変更された。その内2本目、4本目に使用するデッキはレジェンドデッキレギュレーションというものに準拠する必要があり、キャラクター毎に指定されたカードを入れなければならない。優勝者が使った丸藤翔の場合、「スーパービークロイドジャンボドリル」、「スチームロイド」、「ドリルロイド」、「サブマリンロイド」の4枚全てをデッキに入れる必要がある。更に2017年大会で猛威を奮った「リスタート」、「バランス」、「粉砕！」といった2人以上のキャラクターが使える共通スキルは使用出来ず、キャラクター独自のレジェンド・スキルを使用することが義務付けられている。更にデッキの偏りを減らすため、同名カードは5つのデッキで3枚までとされており、リミット入りしているカードについてはその枚数までしか入れられない。

#### 2019年
2018年とほぼ同じルール。スタンダードデッキ3つと、レジェンドデッキリストに対応したレジェンドデッキ2つで戦う3本先取。ただし、海馬やジャックは「粉砕！」が使えるようになっているが、クロノスや牛尾は「粉砕！」が使えないなど、キャラクター毎に使えるスキルが設定されている。

#### 2020年
OCG同様、新型コロナウィルスの影響により中止となった。「WCS2020 本戦参加権」及び「WCS2020 エリア代表決定戦参加権」については、それぞれ「WCS2021 本戦参加権」及び「WCS2021 エリア代表決定戦参加権」へと置き換えられる。

#### 2023年
「WCS2023予選 エリア代表決定戦」における各エリアのDPランキング上位者から選出された16名と、2023シーズンにて開催された4回の「KCカップ」および「KCカップポイントランキング」の結果により選出された8名の計24名で決勝が行われる。
ゲーム内で1枚または2枚しか手に入らないカードは、同一カードを全デッキでその枚数分までしか入れることはできない。7月10日のメンテナンス以降に追加されるカード、キャラクター、スキルは使用することができない。レジェンドデッキは各キャラクターにレジェンドデッキリストが作られており、「設定可能スキル」、「必須カード」、「選択カード」が指定されている。「必須カード」はリストの中から必ず1枚、「選択カード」はリストの中から8枚のカードを入れる必要がある。

#### 2024年
ラッシュデュエルが追加された。また、レジェンドデッキという概念が無くなり、「レジェンドスキル」を3デッキ以上採用しなければいけない。残り二つのデッキは「レジェンドスキル」でも「アーカイブスキル」でもどちらでもよい。
同一カードを全デッキで最大3枚までしか入れることが出来なかったが、「タクティカルカード」に指定したカードは各デッキに3枚入れることが可能となる。ただし、リミット1の場合などはその枚数に準じる。スピードデュエルは「タクティカルカード」1枚、ラッシュデュエルは「タクティカルカード」2枚が指定出来る。ラッシュデュエルでは全プレイヤーが「バッファード・スライム」を指定していた。

### マスターデュエル
2023年から「遊戯王マスターデュエル」の世界大会が開催されるようになった。収録されるカードが若干古いという点はあるが、GBAやDS時代にあったバグなどが全く存在しない。仮にバグがあっても、アップデートで対応可能になった。リミットレギュレーションは独自のものが採用されている。

#### 2023年
ゲーム内で予選が行われ、1st STAGEでDLv.MAXになることで、エリア代表決定戦に進出することが出来る。エリア代表決定戦では、各エリアランキング上位者に本戦の出場権が与えられる。また、予選は個人戦だが、本戦は3人1組でのチーム戦となっており、3vs3の総当たり戦で5戦先取制となっている。そのため、エリア代表に選ばれたデュエリストが、同じエリアのデュエリスト2名を選出してチームを組んで本戦に進むという、従来とは大きく異なる方式を採用している。
本戦のデッキは1人につき2つまで使用でき、デュエル毎に使用するデッキを選ぶことができる。同一カードはチームを通して3枚までしか入れることは出来ず、制限カードの場合は1枚まで、準制限カードの場合は2枚までとなる。ただし、シェアカードというルールがあり、シェアカードに指定した3種のカードはチーム共通での枚数制限を撤廃出来る。全チームが「増殖するG」と「灰流うらら」を指定しており、残り1枚のみ差があるという形になっていた。
本戦1st STAGEは4つのチームでの総当たり戦。日本、北アメリカ、ヨーロッパ/その他からは2チームずつ、アジア、ラテンアメリカから1チームずつの計8チームとなっている。決勝トーナメントはグループから勝ち上がった上位2チームによって行われる。

#### 2024年
本戦1stステージは、成績（DP）が近いプレイヤー同士が次の試合で対戦する方式で6ラウンド行う。1ラウンドは3デュエル先取の最大5デュエル。ラウンド勝利でDP+3、敗北は0、引き分けは+1となる。合計DP上位4チームが決勝トーナメントに進む。

## ゲームシリーズタイトル一覧
| 年度                     | ソフト名                                                                   | 発売日         | プラットフォーム |
| ------------------------ | -------------------------------------------------------------------------- | -------------- | ---------------- |
| 2003年世界大会公式ソフト | 遊☆戯☆王デュエルモンスターズ インターナショナル ワールドワイドエディション | 2003年4月17日  | GBA              |
| 2004年世界大会公式ソフト | 遊☆戯☆王デュエルモンスターズ エキスパート3                                 | 2004年2月5日   | GBA              |
| 2005年世界大会公式ソフト | 遊☆戯☆王デュエルモンスターズ インターナショナル2                           | 2004年12月30日 | GBA              |
| 2006年世界大会公式ソフト | 遊☆戯☆王デュエルモンスターズ エキスパート2006                              | 2006年2月23日  | GBA              |
| 2007年世界大会公式ソフト | 遊☆戯☆王デュエルモンスターズ WORLD CHAMPIONSHIP 2007                       | 2007年3月15日  | DS               |
| 2008年世界大会公式ソフト | 遊☆戯☆王デュエルモンスターズ WORLD CHAMPIONSHIP 2008                       | 2007年11月29日 | DS               |
| 2009年世界大会公式ソフト | 遊☆戯☆王5D's STARDUST ACCELERATOR -WORLD CHAMPIONSHIP 2009-                | 2009年3月26日  | DS               |
| 2010年世界大会公式ソフト | 遊☆戯☆王5D's WORLD CHAMPIONSHIP 2010 Reverse of Arcadia                    | 2010年2月18日  | DS               |
| 2011年世界大会公式ソフト | 遊☆戯☆王5D's WORLD CHAMPIONSHIP 2011 OVER THE NEXUS                        | 2011年2月24日  | DS               |

## 開催地
| 回数   | 大会名                            | 開催日              | 開催地                     |
| ------ | --------------------------------- | ------------------- | -------------------------- |
| 第1回  | Yu-Gi-Oh! World Championship 2003 | 2003年8月10日       | ニューヨーク（アメリカ）   |
| 第2回  | Yu-Gi-Oh! World Championship 2004 | 2004年7月25日       | ロサンゼルス（アメリカ）   |
| 第3回  | Yu-Gi-Oh! World Championship 2005 | 2005年8月6日・7日   | 有明（日本）               |
| 第4回  | Yu-Gi-Oh! World Championship 2006 | 2006年8月5日・6日   | 秋葉原（日本）             |
| 第5回  | Yu-Gi-Oh! World Championship 2007 | 2007年8月4日・5日   | サンディエゴ（アメリカ）   |
| 第6回  | Yu-Gi-Oh! World Championship 2008 | 2008年8月9日・10日  | ベルリン（ドイツ）         |
| 第7回  | Yu-Gi-Oh! World Championship 2009 | 2009年8月8日・9日   | 秋葉原（日本）             |
| 第8回  | Yu-Gi-Oh! World Championship 2010 | 2010年8月14日・15日 | ロングビーチ（アメリカ）   |
| 第9回  | Yu-Gi-Oh! World Championship 2011 | 2011年8月13日・14日 | アムステルダム（オランダ） |
| 第10回 | Yu-Gi-Oh! World Championship 2012 | 2012年8月11日・12日 | 六本木（日本）             |
| 第11回 | Yu-Gi-Oh! World Championship 2013 | 2013年8月10日・11日 | ラスベガス（アメリカ）     |
| 第12回 | Yu-Gi-Oh! World Championship 2014 | 2014年8月9日・10日  | リミニ（イタリア）         |
| 第13回 | Yu-Gi-Oh! World Championship 2015 | 2015年8月15日・16日 | 京都（日本）               |
| 第14回 | Yu-Gi-Oh! World Championship 2016 | 2016年8月20日・21日 | フロリダ（アメリカ）       |
| 第15回 | Yu-Gi-Oh! World Championship 2017 | 2017年8月12日・13日 | 品川（日本）               |
| 第16回 | Yu-Gi-Oh! World Championship 2018 | 2018年8月4日・5日   | 千葉（日本）               |
| 第17回 | Yu-Gi-Oh! World Championship 2019 | 2019年8月10日・11日 | ベルリン（ドイツ）         |
| 第18回 | Yu-Gi-Oh! World Championship 2020 | 2020年8月22日・23日 | ミネアポリス（アメリカ）   |
| 第19回 | Yu-Gi-Oh! World Championship 2023 | 2023年8月5日・6日   | 東京ビッグサイト（日本）   |
| 第20回 | Yu-Gi-Oh! World Championship 2024 | 2024年9月7日・8日   | シアトル（アメリカ）       |
| 第21回 | Yu-Gi-Oh! World Championship 2025 | 2025年8月30日・31日 | パリ（フランス）           |